# Квинт Юний Рустик
Квинт Юний Рустик (Quintus Junius Rusticus; 100 - 170 г.) e политик и сенатор на Римската империя през 2 век.
Произлиза от фамилията Юнии и е син на стоикът философ Квинт Юний Арулен Рустик (суфектконсул 92 г.). Той е също стоик като баща си.
През 133 г. Юний Рустик е суфектконсул заедно с Квинт Флавий Тертул.
Той е учител и приятел на император Марк Аврелий и става редовен консул през 162 г.
Още същата година става градски префект до 167 или 168 г. По време на неговата служба през 165 г. се състои мъчението на Юстин и още шест други християни.